# ألفارو ريكوبا
ألفارو ألكساندر ريكوبا ريفيرو (بالإسبانية: Álvaro Recoba)، من مواليد 17 مارس 1976 في مونتفيديو في أوروغواي، لاعب كرة قدم أوروغوياني، ويلعب مع نادي ناسيونال مونتيفيديو.
بدأ مسيرته مع نادي دانوبيو في الأوروغواي في عام 1994، ولعب معهم 34 مباراة وسجل 11 هدف، وفي عام 1996 انتقل إلى نادي ناسيونال، ولعب معهم 33 مباراة وسجل 17 هدف، وفي موسم 1997/1998 انتقل إلى نادي إنتر ميلان الإيطالي، ولعب معهم 175 مباراة وسجل 53 هدفا.في العام 1999 أعير إلى نادي فينيسيا الإيطالي ولعب معهم 19 مباراة وسجل 11 هدف، ومنذ عام 1999 وهو يلعب مع نادي إنتر ميلان.انتقل بداية موسم 2007 \ 2008 لنادي تورينو في صفقة اعارة ولعب لهم 22 سجل بها 7 أهداف.
و قد شارك ريكوبا مع منتخب الأوروغواي لكرة القدم في 69 مباراة دولية وسجل 11 أهداف دولية. وكانت بدايته مع المنتخب عام 1995 اما ابرز مشاركاته كانت في كأس العالم 2002 في كوريا واليابان. و كان هدفه الوحيد مع المنتخب في البطولة كان في دور المجموعات وفي الجولة الأخيرة من دور المجموعات أمام المنتخب السنغالي. 

## مسيرته الكروية
لعب ألفارو ريكوبا خلال مسيرته الاحترافية مع 6 أندية في أربعة وعشرون موسمًا وسجل خلالها 121 هدف ضمن 409 مباراة. حيث فاز في موسمين بالكأس وفي ثلاثة مواسم بالدوري.
خاض ألفارو ريكوبا مسيرته مع نادي دانوبيو في عامي 1994-1996 في المرة الأولى ولمدة موسمين ثم في موسم 2009–10 ولمدة موسمين، مشاركًا طوالها في 65 مباراة سجل خلالها 21 هدفًا. ثم انتقل إلى نادي ناسيونال مونتيفيديو في عامي 1996-1998 في المرة الأولى ولمدة موسمين ثم في موسم 2011–12 ليلعب معه أربعة مواسم، حيث شارك طوالها في 109 مباراة سجل خلالها 31 هدفًا. لينتقل بعدها إلى نادي إنتر ميلان في موسم 1997–98 في المرة الأولى ولمدة موسمين ثم في موسم 1999–00 ليلعب معه ثمانية مواسم، مشاركًا طوالها في 175 مباراة سجل خلالها 53 هدفًا. ثم انتقل إلى نادي فينيزيا في موسم 1998–99 لمدة موسم واحد، مشاركًا في 19 مباراة سجل خلالها 11 هدفًا. هذا وانتقل لاحقًا إلى نادي تورينو في موسم 2007–08 لمدة موسم واحد، مشاركًا في 22 مباراة سجل خلالها هدفًا واحدًا. ثم انتقل بعدها إلى نادي بانيونيوس في موسم 2008–09 ولمدة موسمين، مشاركًا في 19 مباراة سجل خلالها 4 أهداف.

## قوة ريكوبا
قوة ريكوبا هي المراوغة، التقنية، ودقة وقوة قدمه اليسرى. وهو متخصص في الركلات الحرة، وسجل أهداف كثيرة من ضربات حرة، والأمثلة كانت هدفيه في أول مشاركة له مع انتر ميلان. وكان يمكن أن يكون واحدا من أميز اللاعبين في العالم، ولكنه دائما يتعثر بسبب إصاباته الدائمة. كما أنه كان لفترة أعلى لاعب كرة القدم أجرا في العالم. وعلق مراسل إحدى الصحف أن من النادر ولادة لاعب جديد لديه قدرات كقدرة ريكوبا، وواصل المراسل حديثه عن طريق مقارنة ريكوبا مع راؤول لاعب ريال مدريد، الذي كان صرح ان راؤول يسوى نصف أو حتى 1 / 4 قدرات ريكوبا قدرة وتقنية، ولكن عقلية البطل الحقيقي تكمن في التركيز والصبر وريكوبا يفقد تركيزه في المباراة، راؤول له تركيز أكبر في المباراة ومهاراته ممتازة.